# Bijni
Bijni är en ort i Indien.   Den ligger i distriktet Chirang och delstaten Assam, i den östra delen av landet, 1 300 km öster om huvudstaden New Delhi. Bijni ligger 54 meter över havet och antalet invånare är 12 990.
Terrängen runt Bijni är huvudsakligen platt, men åt sydväst är den kuperad. Terrängen runt Bijni sluttar österut. Runt Bijni är det ganska tätbefolkat, med 199 invånare per kvadratkilometer. Närmaste större samhälle är Bongaigaon, 14,5 km väster om Bijni. Trakten runt Bijni består till största delen av jordbruksmark.